# Агол, Ян
Ян Агол — американский математик, специалист в трёхмерной топологии, активный участник MathOverflow.

## Признание
- 2005 — Стипендия Гуггенхайма[1]
- 2009 — Премия Математического института Клэя
- 2013 — Премия Веблена по геометрии
- 2016 — Премия за прорыв в математике[2][3]
- В 2014 — пленарный доклад на Международном конгрессе математиков.
- действительный член Американского математического общества (2012)[4],
- член Национальной академии наук США (2016)[5].